# アレクサンドリアの戦い
アレクサンドリアの戦い（アレクサンドリアのたたかい、Battle of Alexandria）は1801年3月21日、ジャック＝フランソワ・メヌー（Jacques-Francois Menou）将軍率いるフランス軍と、サー・ラルフ・アバークロンビー将軍率いるイギリス遠征軍との間で行われた戦い。フランスではカノープスの戦い（Bataille de Canope）という。戦闘は地中海とアブキール湖の間の狭い砂州にあるカノープスの廃墟の近くで起こった。イギリス軍は3月8日にアブキール、13日にマンドラで戦い、アレクサンドリアに向かっていた。

## 経緯

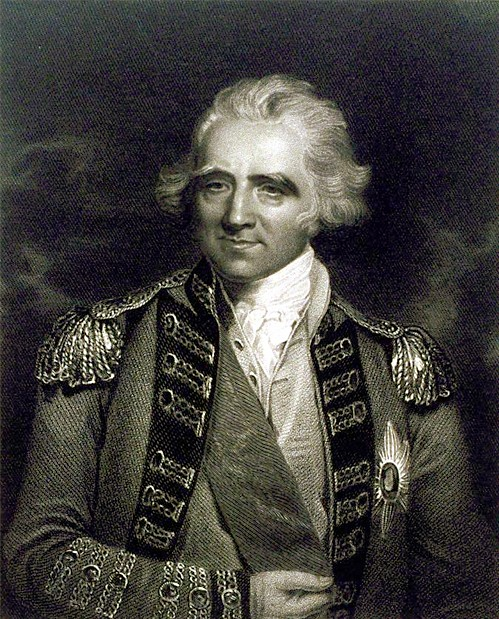
ラルフ・アバークロンビー

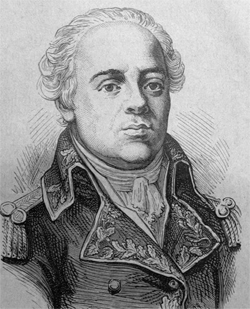
ジャック＝フランソワ・メヌー

3月20日夜、イギリス軍は右をカノープスの廃墟と地中海、左をアブキール湖とアレクサンドリア運河に挟まれた地峡に位置していた。前線は概ね南西の都市の方に向いており、ジョン・ムーア少将の予備軍が右翼、近衛旅団が中央、他の3個旅団が左翼にいた。第2線には2個旅団と騎兵（下馬）がいた。
3月21日、部隊は午前3時にはすでに武装していたが、午前3時30分にフランス軍がイギリス軍の前哨を攻撃し、制圧した。フランス軍はその時彼らの通常の陣形である縦隊を形成して極めて迅速に前進した。攻撃の矛先はムーアの部隊、特に第28（ノースグロスターシャー）歩兵連隊（28th (North Gloucestershire) Regiment of Foot）に向けられた。最初の突撃は撃退されたが、フランス軍の縦隊はイギリスの2つの連隊の間の暗がりに侵入し、廃墟の中で混戦となった。このとき第42ロイヤル・ハイランド連隊（42nd Royal Highland Regiment／通称ブラックウォッチ）はフランス軍の軍旗を奪った。第28連隊の前衛と後衛は同時に戦闘を行い、そのことによってその後「軍帽の前にも後にも帽章をつける」という特例を認められた。
他に第23、第40および第58連隊もフランス軍縦隊の撃退に協力した。第2次攻撃においてフランス騎兵隊は第42連隊に大きな損害を与えた。サー・ラルフ・アバークロンビーは自ら数名のフランス竜騎兵と戦い、その際致命傷を負ったが、戦場に残り、最後まで戦いを指揮し続けた。中央部への攻撃は近衛連隊の冷静で確実な砲火によって撃退された。左翼は難なく位置を維持したが、フランス騎兵隊は2度目の攻撃では予備部隊の近くまで進出した。
戦闘は8時半頃には弱まり始め、10時には終了した。激しかった攻撃はイギリスの右方の元の位置まで押し戻された。『クィーンズ・ロイヤル・西サリー連隊史』は予備戦力であった複数の連隊について「断固とした攻撃により、ほとんどすべての敵部隊に勝利を収めた」と述べて賞賛したが、これは決して不当なものではない。技術的には ― 戦闘の詳細を見ればわかることだが ― 乱戦においては戦さ慣れしたフランス軍にさほど優れているわけではないが、イギリス歩兵には、当時存在したいかなる軍隊も備えていなかった斉射（Volley）という武器があった。この日の勝利を決定したのは、男たちのひとりひとりの不屈もさりながら、むしろこの斉射であった。
第42連隊は騎兵の突撃を2回受けたが、サーベルで負傷したのはわずか13人にとどまった。フランスの損失は兵力に比して重いものだったが、その一部は、海岸近くに陣取った砲艦が縦隊の左側面を砲撃したことによるものであり、またさらに3月28日の位置近くの砲台に据えられた海軍の重砲によるものだった。
この日に戦った戦力はイギリス軍がおよそ14,000名、フランス軍がおよそ20,000名だった。両軍の損失は以下のとおりである。
- イギリス軍 - 戦死・負傷・行方不明1468名。アバークロンビー将軍（3月28日に死亡）、ムーア将軍およびその他の3名の将軍を含む。
- フランス軍 - 戦死1,160名および（?）負傷3,000名。

イギリス軍はこの戦いの後、アレクサンドリアへの進軍を続けた。そして1801年9月2日、アレクサンドリアは降伏した（アレクサンドリア攻囲戦参照）。